# Thomas Eric Peet
Thomas Eric Peet (Liverpool, 12 de agosto de 1882 – Oxford, 22 de febrero de 1934) fue un egiptólogo inglés.

## Biografía
Thomas Eric Peet, que profesionalmente usaba su nombre como T. Eric Peet) era hijo de Thomas y Salome Peet. Fue educado en el Merchant Taylors' School, Crosby y en The Queen's College (Oxford). A partir de 1909 realizó excavaciones en Egipto para el Egypt Exploration Fund. De 1913 a 1928, fue profesor de egiptología en la Universidad de Mánchester, aunque también sirvió en la Primera Guerra Mundial como teniente en el Regimiento del Rey (Liverpool). De 1920 a 1933, fue profesor de la cátedra Brunner de egiptología en la Universidad de Liverpool. Entre 1923–1934 fue editor jefe de la revista egiptológica Journal of Egyptian Archaeology. En 1933 fue nombrado lector de egiptología en la Universidad de Oxford. El Queen's College de Oxford, alberga la biblioteca de egiptología de la universidad, y recibe el nombre de Biblioteca Peet en su honor.

## Obras
- The Stone and Bronze Ages in Italy and Sicily, Oxford: Clarendon Press, 1909.
- Rough Stone Monuments and their Builders, Londres: Harper & Brothers, 1912.
- The Mayer Papyri A & B, Nos. M11162 and M11186 of the Free Public Museums, Liverpool, Londres: Egypt Exploration Society, 1920 (véase también Papiros Mayer).
- The Cemeteries of Abydos. Part II. 1911–1912, Londres: Egypt Exploration Society, 1914.
- The Inscriptions of Sinai (en colaboración con Alan H. Gardiner), Londres: Egypt Exploration Society, 1917.
- Egypt and the Old Testament, Londres: Hodder & Stoughton for Liverpool University Press, 1922.
- The City of Akhenaten: Excavations of 1921 and 1922 at El-'Amarneh, (en colaboración con Leonard Woolley), Londres: Egypt Exploration Society, 1923.
- The Rhind Mathematical Papyrus: British Museum 10057 and 10058, Londres: Hodder & Stoughton for Liverpool University Press, 1923[2] (véase también Papiro matemático Rhind ).
- The Great Tomb-Robberies of the Twentieth Egyptian Dynasty: Being a critical study, with translations and commentaries, of the papyri in which these are recorded, Oxford: Clarendon Press, 1930 (véase también Papiro Abbott).
- A Comparative Study of the Literatures of Egypt, Palestine, and Mesopotamia. Egypt's Contribution to the Literature of the Ancient World', Londres: H. Milford, Oxford University Press, 1931 (Schweich Lectures for 1929).